# Amphisbetema
Amphisbetema, rod crvenih algi iz porodice Delesseriaceae, smješten u potporodicu Dasyoideae. Jedina vrsta je morska alga  A. indica čiji je tipični lokalitet atola Diego Garcia

## Sinonimi
- Dasya indica J.Agardh 1886
- Wilsonaea indica (J.Agardh) De Toni 1903